# MAT Macedonian Airlines
Македонский Авиа Транспорт (англ. Macedonian Airlines), сокращённо MAT, была македонской авиакомпанией и одним из двух национальных авиаперевозчиков Македонии, базирующихся в тогдашнем аэропорту «Александр Великий» в Скопье. Была основана в 1994 году. Авиакомпания летала по направлениям в Европе. За время своего существования она использовала в общей сложности 16 самолётов. Компания прекратила своё существование в 2009 году.
Компания MAT была основана 16 января 1994 года, но свой первый рейс она выполнила 23 июня того же года из аэропорта Скопье в аэропорт Клотен в Цюрихе, Швейцария, на самолёте Boeing 737-200. Компания получила статус национального авиаперевозчика в 2000 году по соглашению с правительством Македонии, и он должен действовать в течение следующих 10 лет.
В период с 2008 года до момента ликвидации в сентябре 2009 года в компании зафиксировано несколько негативных событий. В декабре 2008 года ему запретили вход в воздушное пространство Германии и Италии из-за неуплаты налогов в период с 1999 по 2005 год. При этом она теряет направления в Берлин, Дюссельдорф, Гамбург и Рим.
Греция также запретила MAT входить в свое воздушное пространство, но по политическим причинам, связанным со спором по поводу названия Македония. Однако в некоторой степени это было решено соглашением 2009 года, когда авиаперевозчикам обеих стран разрешили вход в воздушное пространство, однако согласно соглашению македонские авиаперевозчики не могли приземляться в аэропортах Греции.
В 2009 году руководство МАТ уволило 70 из 180 сотрудников. В марте того же года сербская национальная авиакомпания Jat Airways объявила о своём намерении приобрести контрольный пакет акций MAT. Компания теряет сертификат воздушного транспорта и прекращает свою деятельность в первый день сентября 2009 года.

## Направления
За время своего существования МАТ выполняла 16 рейсов. «Александр Македонский» в Скопье и «Святого Апостола Павла» в Охриде, а также через 14 других аэропортов Европы. Направления в аэропорты Берлин-Шенефельд, Дюссельдорф и Гамбург в Германии, а также в аэропорт Леонардо да Винчи-Фьюмичино в Риме, Италия, были приостановлены в декабре 2008 года из-за неуплаченных сборов.
Список направлений
Это все направления, которые предлагала авиакомпания за время своего существования. Аэропорты в списке расположены в алфавитном порядке. 
- Аэропорт Скопье, Скопье, Северная Македония
- Аэропорт Амстердам-Схипхол, Амстердам, Нидерланды
- Аэропорт Анталья, Анталья, Турция
- Аэропорт Берлин-Шёнефельд, Берлин, Германия
- Аэропорт Вена-Швехат, Вена, Австрия
- Аэропорт Винченцо Белини, Катания, Италия
- Аэропорт Гётеборг Лендветер, Гётеборг, Швеция
- Аэропорт Дюссельдорф, Дюссельдорф, Германия
- Аэропорт Ататюрк, Стамбул, Турция
- Аэропорт Копенгаген, Копенгаген, Дания
- Аэропорт Леонардо да Винчи-Фьюмичино, Рим, Италия
- Аэропорт Пальма-де-Майорка, Пальма-де-Майорка, Испания
- Аэропорт Св. Апостол Павле, Охрид, Северная Македония
- Аэропорт Гамбург, Гамбург, Германия
- Аэропорт Цюрих, Цюрих, Швейцария
- Аэропорт Шарль де Голль, Париж, Франция

## Авиапарк
На момент распада в MAT-е эксплуатировался только один самолёт:
Boeing 737-500 (1) Борт Z3-AAH
В период своего существования в авиакомпании эксплуатировались следующие самолёты:
Boeing 737-200 (2) F-GMJD, SU-AYL.
Boeing 737-300 (3) Z3-AAA, Z3-AAF, Z3-ARF
Boeing 737-500 (1) Z3-AAH (В будущем он был передан в MAT Airways и получил новый регистрационный номер: Z3-AAM).
McDonnell Douglas DC-9 (3) Z3-AAB, Z3-ARE
Як-42 (1) RA-42326
Bombardier CRJ900 (1) Z3-AAG
Ту-154 (1) LZ-BTO
Embraer E170 (Был заказан один борт, но на момент отправки авиакомпания прекратила свою деятельность) имел тестовый регистрационный номер: PT-SVD.